# اشکلون

اَشکِلون (به عبری: אשקלון) نام شهر و بندر اسرائیلی در کنار دریای مدیترانه و در استان جنوبی اسرائیل است. اشکلون نام عبری شده عسقلان است که طی قرون متمادی یکی از شهرهای اسلامی بوده است. جمعیت شهر اشکلون طبق آمار وزارت کشوری اسرائیل در سال ۲۰۲۱، ۱۵۱٬۰۰۰ نفر و مساحت آن با احتساب شهرک‌های اسرائیلی نزدیک قریب به ۵۰ کیلومتر مربع است.

## مسجد راس الحسین
مسجد راس الحسین در شهر اشکلون قرار داشت. پس از مدتی بنایی بر روی آن ساخته شده که به مشهد نبی حسین مشهور گردید. این مکان مورد زیارت شیعیان و اهل سنت بود؛ تا اینکه پس از تأسیس جمهوری اسرائیل، بدستور موشه دایان این بنا همچون دو مسجد دیگر از مساجد موجود در شهر توسط ارتش اسرائیل تخریب گردید.

## نگارخانه

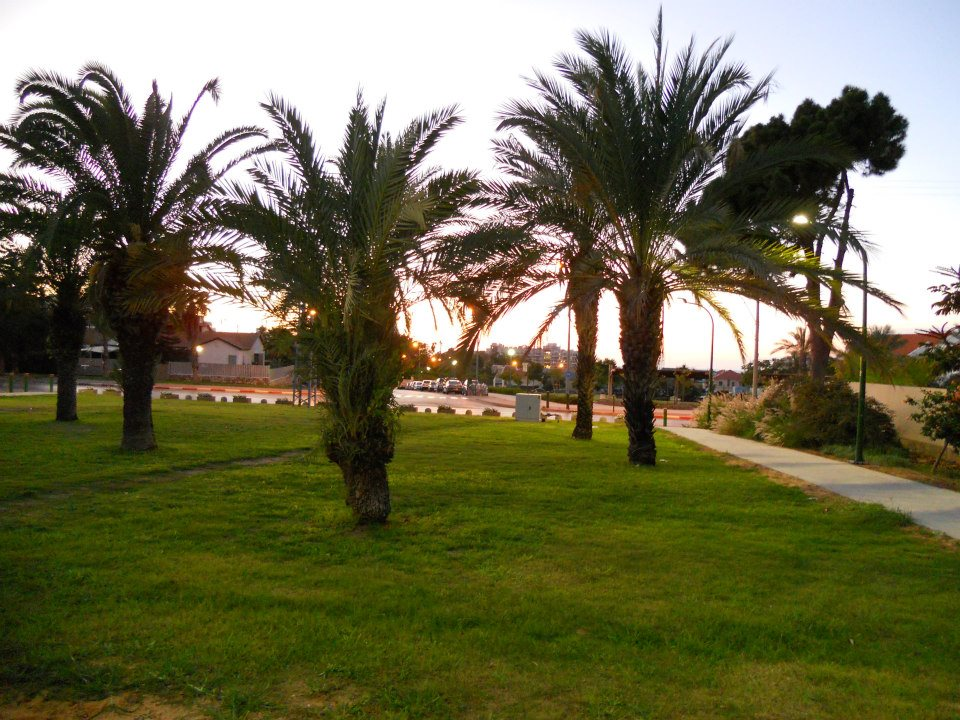
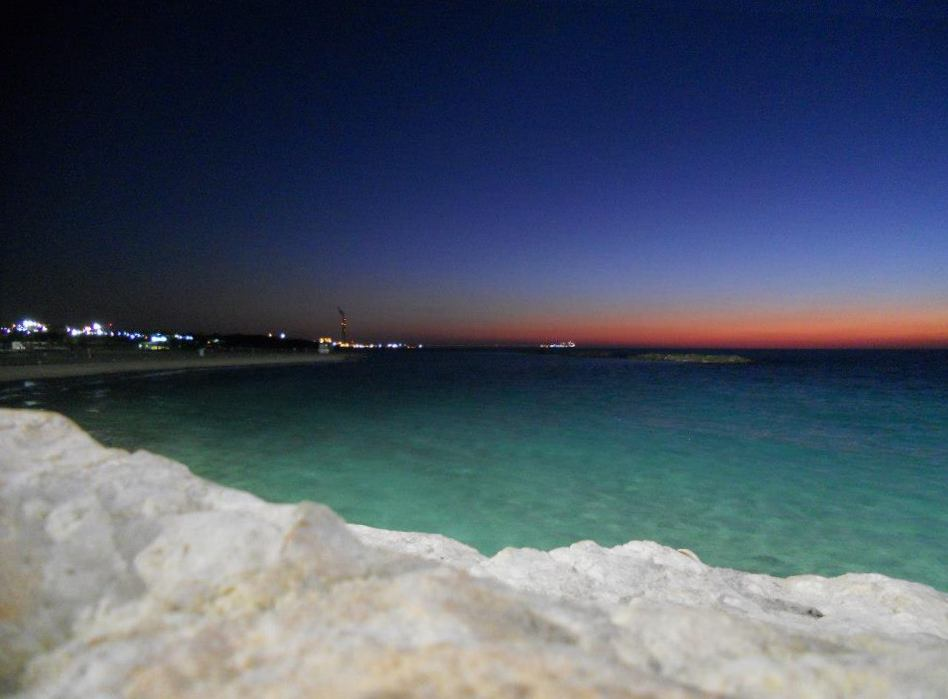
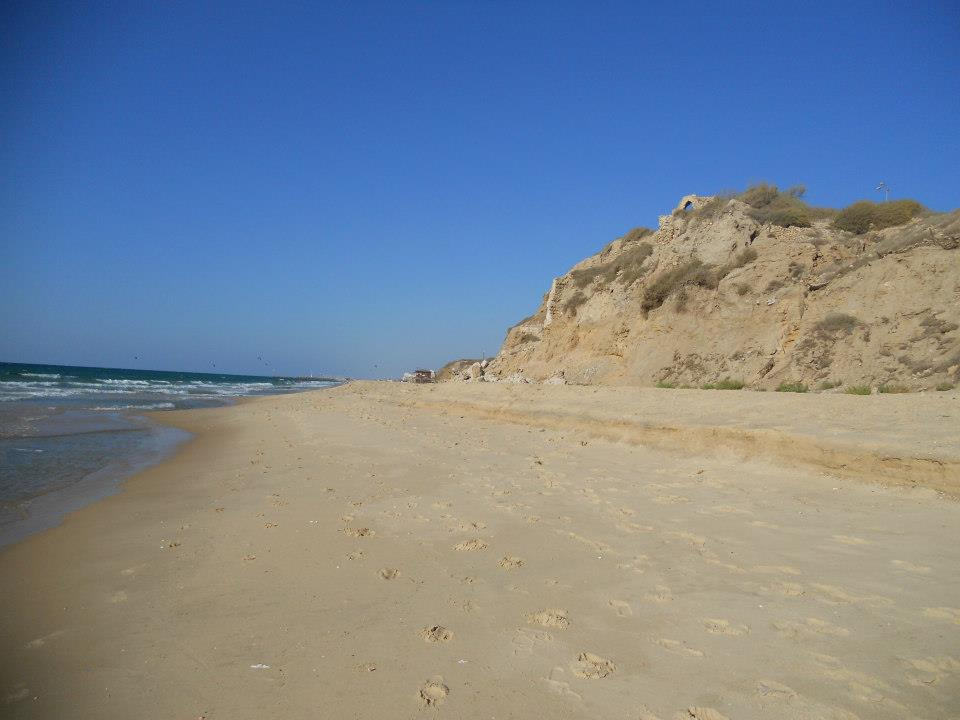
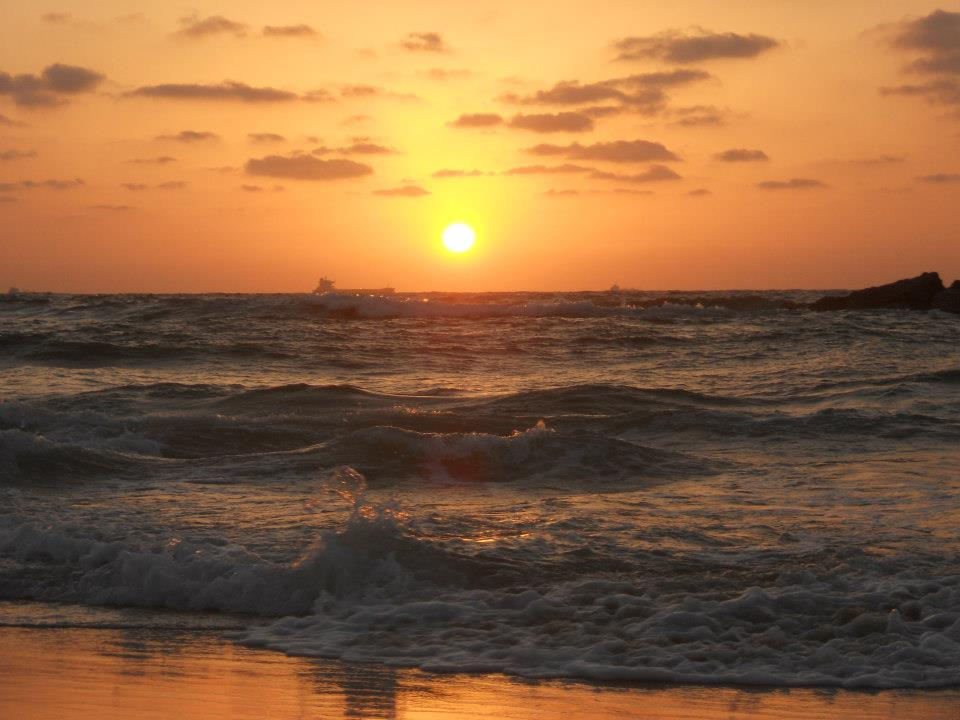
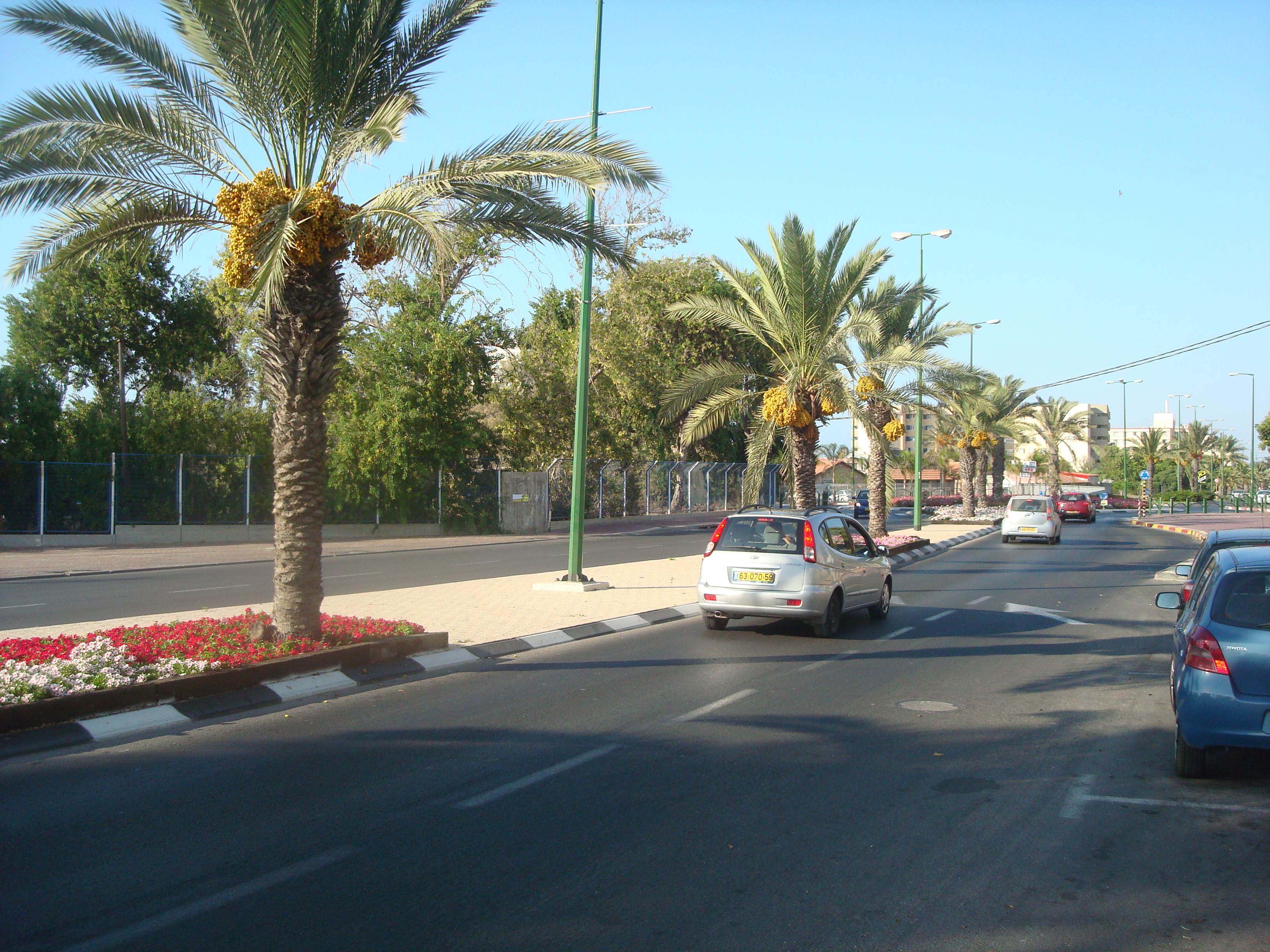
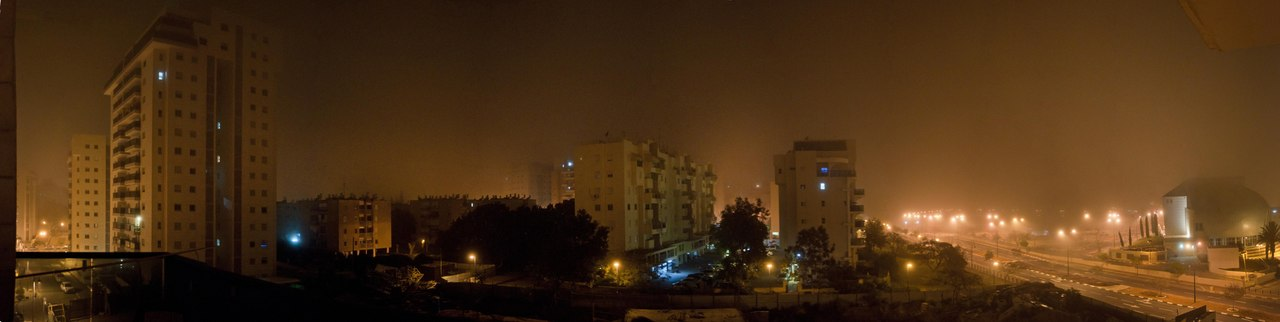